# Diego Hidalgo
Diego Hidalgo (Guayaquil, 18 aprile 1993) è un tennista ecuadoriano.
Specialista del doppio, ha disputato una finale nel circuito maggiore, ha vinto diversi titoli nei circuiti minori e il miglior ranking ATP è stato il 61º posto raggiunto nel luglio 2024. Non ha mai superato il secondo turno nelle prove del Grande Slam.
Ha esordito nella squadra ecuadoriana di Coppa Davis nel febbraio 2012 in doppio.  In singolare ha vinto due titoli ITF e dal 2022 ha giocato quasi esclusivamente in doppio.

## Carriera

### Juniores
Gioca con buoni risultati nell'ITF Junior Circuit tra il 2008 e il 2011; già in quel periodo dimostra di essere più competitivo in doppio aggiudicandosi 9 titoli di cui 3 in tornei di Grade 1, mentre in singolare non vince alcun torneo. Nel marzo 2011 raggiunge il 16º posto nella classifica mondiale combinata di singolare/doppio, che resterà il suo best ranking da juoniores. I migliori risultati nei tornei di Grade A sono due semifinali in doppio e una in singolare. Al suo ultimo torneo da juniores coglie il risultato più significativo spingendosi fino ai quarti di finale in doppio agli US Open 2011.

### 2007-2012, inizi da professionista e primi titoli ITF in doppio
Fa le sue prime apparizioni nel circuito professionistico nel 2007 in doppio, mentre gioca i primi tornei in singolare nel 2009. Inizia a giocare con continuità nella seconda metà del 2010, a settembre disputa e perde in doppio la sua prima finale da professionista al torneo Futures ITF Ecuador F1. Perde altre due finali e vince il primo titolo nel dicembre 2011 in doppio al Brazil F44 in coppia con Fernando Romboli. L'anno successivo disputa altre due finali ITF e vince assieme a Sergio Galdós quella dell'Argentina F8; nel febbraio di quell'anno debutta nella squadra ecuadoriana di Coppa Davis in occasione della sfida con la Colombia e perde sia in doppio che nell'unico singolare disputato.

### 2013-2016, nei campionati statunitensi dei College
All'inizio del 2013 si trasferisce a studiare negli Stati Uniti e continua a giocare a tennis nei tornei nazionali dei College per la squadra dell'Università della Florida fino al 2016. In questo periodo dirada i suoi impegni tra i professionisti, gioca solo 9 tornei in 4 anni e vince l'unico titolo nell'agosto 2014 al torneo Ecuador F2 assieme a Roberto Quiroz. Al suo ultimo anno in Florida si distingue nei campionati di College NCAA e viene inserito tra gli All-American sia in singolare che in doppio finendo la stagione 2016 al 13º posto in singolare e al 3º in doppio nelle classifiche della Intercollegiate Tennis Association. Quella stagione viene inoltre eletto tennista dell'anno per la Southeastern Conference.

### 2017-2020, primo titolo Challenger in doppio e primi titoli ITF in singolare
Torna a giocare in pianta stabile tra i professionisti nella seconda parte del 2017 e continua a raccogliere successi in doppio, vince tre tornei ITF in quello scorcio di stagione e l'anno successivo vince 5 delle 10 finali ITF disputate. Nel 2018 torna anche a giocare in Coppa Davis sei anni dopo il debutto, viene sconfitto in doppio nella sfida con il Cile e vince entrambi gli incontri giocati contro le Barbados. Nel 2019 disputa le prime finali in singolare da professionista, perde la prima e in giugno vince le due successive nei tornei statunitensi M15 di Orlando e Rochester. Ad agosto arriva a Lexington il primo titolo Challenger nella sua prima finale di categoria in carriera, gioca in coppia on lo statunitense Martin Redlicki e sconfiggono in finale Roberto Maytín / Jackson Withrow per 6-2, 6-2. Con questa vittoria guadagna 266 posizioni nel ranking di doppio ed entra per la prima volta nella top 300. Nel 2020, complice la lunga pausa del tennis mondiale per la pandemia di COVID-19, disputa solo 9 tornei senza vincerne alcuno.

### 2021-2022, trionfi nel circuito Challenger e top 70 nel ranking di doppio
Nella prima parte del 2021 raggiunge sei finali in doppio, ne vince solo una in un torneo ITF e ne perde tre nei Challenger. Ad agosto vince nel circuito ITF il suo primo torneo in coppia con Cristian Rodríguez, con il quale in seguito otterrà diversi successi. Nel periodo successivo gioca solo nei Challenger e il primo trionfo di categoria con Rodriguez arriva in settembre ad Ambato, con il quale Hidalgo fa il suo primo ingresso nella top 200, al 195º posto mondiale. Due settimane dopo vince il Challenger di Santiago del Cile in coppia con Nicolás Jarry. Nella prima parte del 2022, Hidalgo e Rodriguez raggiungono 11 finali Challenger e vincono quelle di Concepción, Santa Cruz de la Sierra, Santiago del Cile, Salvador de Bahia e Trieste. Ad aprile debutta nel circuito ATP assieme ad Alejandro Tabilo con una sconfitta e a maggio entra per la prima volta nella top 100. Disputa il suo primo torneo dello Slam a Wimbledon assieme a Rodriguez, ottiene la prima vittoria nel circuito maggiore ed esce al secondo turno. Nella parte finale della stagione gioca soprattutto nel circuito maggiore collezionando pochi successi. Agli US Open arriva al secondo turno con Fabien Reboul e a settembre sale alla 70ª posizione mondiale.

### 2023, 3 titoli Challenger, prima semifinale ATP
Continua a giocare nei tornei ATP a inizio 2023 e perde i primi 7 incontri disputati. A marzo viene sconfitto in finale al Santiago Challenger con Rodríguez e la settimana successiva vincono il Viña del Mar Challenger. Comincia a perdere posizioni nel ranking e a maggio esce dalla top 100. Sconfitti in finale al Challenger di San Benedetto del Tronto, ad agosto disputano al Los Cabos Open la prima semifinale ATP in carriera. Subito dopo raggiungono due finali Challenger 125, perdono la prima a Santo Domingo e vincono la seconda a Stanford. Nel finale di stagione disputano altre tre finali Challenger e si aggiudicano quella di Buenos Aires. A ottobre rientra nella top 100.

### 2024, prima finale ATP e 61º nel ranking
Anche nella nuova stagione continua a giocare con Rodríguez e a febbraio escono in semifinale al torneo ATP di Delray Beach. A maggio perdono la finale al Challenger 125 di Aix-en-Provence e il mese successivo Hidalgo perde anche quella al Challenger 125 sull'erba di Surbiton in coppia con Nicolás Barrientos. Disputa la sua prima finale ATP ai Mallorca Championships, e in coppia con Alejandro Tabilo viene sconfitto da Julian Cash / Robert Galloway con un doppio 4-6, porta così il miglior ranking alla 61ª posizione mondiale. Eliminato al primo turno nei tornei successivi del circuito maggiore, ad agosto vince il Challenger 125 del Santo Domingo Open assieme a Miguel Ángel Reyes Varela. Nel finale di stagione raggiunge le semifinali solo all'ATP di Belgrado con Gonzalo Escobar.

### 2025, un titolo Challenger 175 e due Challenger 125
In coppia con Luciano Darderi raggiunge per la prima volta il secondo turno agli Australian Open. A marzo arriva il successo assieme a Escobar nel Challenger 175 da 250.000 $ della Copa Cap Cana. A fine mese vincono anche il Challenger 125 del Morelia Open. A giugno perde la finale al Challenger 125 sull'erba del Birmingham Open assieme a Patrik Trhac; i due si rifanno la settimana dopo vincendo l'altro Challenger 125 dell'Ilkley Trophy e a luglio arrivano in semifinale all'ATP di Umago.

## Statistiche
Aggiornate al 28 luglio 2025.

### Doppio

#### Finali perse (1)
| Legenda doppio       |
| Grande Slam (0)      |
| ATP Finals (0)       |
| ATP Masters 1000 (0) |
| ATP Tour 500 (0)     |
| ATP Tour 250 (1)     |

| N. | Data           | Torneo                         | Superficie | Compagno         | Avversari in finale         | Punteggio |
| 1. | 29 giugno 2024 | Mallorca Championships, Calvià | Erba       | Alejandro Tabilo | Julian Cash Robert Galloway | 4-6, 4-6  |

### Tornei minori

#### Singolare

##### Vittorie (2)
| Legenda tornei minori |
| Challenger (0)        |
| ITF (2)               |

##### Finali perse (2)
| Legenda tornei minori |
| Challenger (0)        |
| ITF (2)               |

#### Doppio

##### Vittorie (31)
| Legenda tornei minori |
| Challenger (15)       |
| ITF (16)              |

| N.  | Data              | Torneo                                             | Superficie  | Compagno                  | Avversari in finale                      | Punteggio            |
| 1.  | 4 agosto 2019     | Lexington Challenger, Lexington                    | Cemento     | Martin Redlicki           | Roberto Maytín Jackson Withrow           | 6-2, 6-2             |
| 2.  | 25 settembre 2021 | Ambato La Gran Ciudad, Ambato                      | Terra rossa | Cristian Rodríguez        | Alejandro Gómez Thiago Agustín Tirante   | 6-3, 4-6, [10-3]     |
| 3.  | 9 ottobre 2021    | Santiago Challenger, Santiago del Cile             | Terra rossa | Nicolás Jarry             | Evan King Max Schnur                     | 6-3, 5-7, [10-6]     |
| 4.  | 22 gennaio 2022   | Challenger Concepción, Concepción                  | Terra rossa | Cristian Rodríguez        | Francisco Cerúndolo Camilo Ugo Carabelli | 6-2, 6-0             |
| 5.  | 29 gennaio 2022   | Santa Cruz Challenger, Santa Cruz de la Sierra     | Terra rossa | Cristian Rodríguez        | Andrej Martin Tristan-Samuel Weissborn   | 4-6, 6-3, [10-8]     |
| 6.  | 12 marzo 2022     | Santiago Challenger, Santiago del Cile             | Terra rossa | Cristian Rodríguez        | Pedro Cachín Facundo Mena                | 6-4, 6-4             |
| 7.  | 7 maggio 2022     | Salvador Challenger, Salvador de Bahia             | Terra verde | Cristian Rodríguez        | Orlando Luz Felipe Meligeni Alves        | 7-5, 6-1             |
| 8.  | 23 luglio 2022    | Internazionali di Tennis Città di Trieste, Trieste | Terra rossa | Cristian Rodríguez        | Marco Bortolotti Sergio Martos Gornés    | 4-6, 6-3, [10-5]     |
| 9.  | 18 marzo 2023     | Viña del Mar Challenger, Viña del Mar              | Terra rossa | Cristian Rodríguez        | Luciano Darderi Andrea Vavassori         | 6-4, 7-6(5)          |
| 10. | 19 agosto 2023    | Golden Gate Open, Stanford                         | Cemento     | Cristian Rodríguez        | Julian Cash Henry Patten                 | 6(1)-7, 6-4, [10-8]  |
| 11. | 14 ottobre 2023   | Challenger de Buenos Aires, Buenos Aires           | Terra rossa | Cristian Rodríguez        | Fernando Romboli Marcelo Zormann         | 6-3, 6-2             |
| 12. | 17 agosto 2024    | Santo Domingo Open, Santo Domingo                  | Terra rossa | Miguel Ángel Reyes Varela | Sriram Balaji Fernando Romboli           | 6(2)-7, 6-4, [18-16] |
| 13. | 16 marzo 2025     | Copa Cap Cana, Punta Cana                          | Cemento     | Gonzalo Escobar           | Petr Nouza Patrik Rikl                   | 7-6(5), 6-4          |
| 14. | 29 marzo 2025     | Morelia Open, Morelia                              | Terra rossa | Gonzalo Escobar           | Marc-Andrea Hüsler Stefano Napolitano    | 6-4, 4-6, [10-3]     |
| 15. | 14 giugno 2024    | Ilkley Trophy, Ilkley                              | Erba        | Patrik Trhac              | Charles Broom Ben Jones                  | 6-3, 6(8)-7, [10-7]  |

##### Finali perse (34)
| Legenda tornei minori |
| Challenger (18)       |
| ITF (16)              |

| N.  | Data             | Torneo                                             | Superficie  | Compagno             | Avversari in finale                           | Punteggio           |
| 1.  | 21 febbraio 2021 | Challenger Concepción, Concepción                  | Terra rossa | Sergio Galdós        | Orlando Luz Rafael Matos                      | 5-7, 4-6            |
| 2.  | 23 aprile 2021   | Challenger Salinas, Salinas                        | Cemento     | Skander Mansouri     | Miguel Ángel Reyes Varela Fernando Romboli    | 5-7, 6-4, [2-10]    |
| 3.  | 24 luglio 2021   | Open Diputación Ciudad de Pozoblanco, Pozoblanco   | Cemento     | Sergio Martos Gornés | Igor Sijsling Tim van Rijthoven               | 7-5, 6(4)-7, [5-10] |
| 4.  | 6 novembre 2021  | Challenger Ciudad de Guayaquil, Guayaquil          | Terra rossa | Cristian Rodríguez   | Jesper de Jong Bart Stevens                   | 5-7, 2-6            |
| 5.  | 15 gennaio 2022  | Aberto de Tênis de Santa Catarina, Blumenau        | Terra rossa | Cristian Rodríguez   | Boris Arias Federico Zeballos                 | 6(3)-7, 1-6         |
| 6.  | 19 marzo 2022    | Challenger del Biobío, Concepción                  | Terra rossa | Cristian Rodríguez   | Andrea Collarini Renzo Olivo                  | 4-6, 4-6            |
| 7.  | 23 aprile 2022   | Tallahassee Tennis Challenger, Tallahassee         | Terra rossa | Cristian Rodríguez   | Gijs Brouwer Christian Harrison               | 6-4, 5-7, [6-10]    |
| 8.  | 14 maggio 2022   | Challenger Coquimbo, Coquimbo                      | Terra rossa | Cristian Rodríguez   | Guillermo Durán Nicolás Mejía                 | 4-6, 6-1, [7-10]    |
| 9.  | 25 giugno 2022   | Milano ATP Challenger, Milano                      | Terra rossa | Cristian Rodríguez   | Luciano Darderi Fernando Romboli              | 4-6, 6-2, [5-10]    |
| 10. | 17 luglio 2022   | Iași Open, Iași                                    | Terra rossa | Cristian Rodríguez   | Geoffrey Blancaneaux Renzo Olivo              | 4-6, 6-2, [6-10]    |
| 11. | 11 marzo 2023    | Santiago Challenger, Santiago del Cile             | Terra rossa | Cristian Rodríguez   | Pedro Boscardin Dias João Lucas Reis da Silva | 4-6, 6-3, [7-10]    |
| 12. | 15 luglio 2023   | San Benedetto Tennis Cup, San Benedetto del Tronto | Terra rossa | Cristian Rodríguez   | Fernando Romboli Marcelo Zormann              | 3-6, 4-6            |
| 13. | 13 agosto 2023   | Santo Domingo Open, Santo Domingo                  | Terra rossa | Cristian Rodríguez   | Pedro Boscardin Dias Gustavo Heide            | 4-6, 5-7            |
| 14. | 8 ottobre 2023   | Campeonato Internacional de Campinas, Campinas     | Terra rossa | Cristian Rodríguez   | Guido Andreozzi Guillermo Durán               | 6(4)-7, 3-6         |
| 15. | 28 ottobre 2023  | Curitiba Challenger, Curitiba                      | Terra rossa | Cristian Rodríguez   | Guido Andreozzi Ignacio Carou                 | 4-6, 4-6            |
| 16. | 4 maggio 2024    | Open du Pays d'Aix, Aix-en-Provence                | Terra rossa | Cristian Rodríguez   | Luke Johnson Skander Mansouri                 | 3-6, 3-6            |
| 17. | 8 giugno 2024    | Surbiton Trophy, Surbiton                          | Erba        | Nicolás Barrientos   | Julian Cash Robert Galloway                   | 4-6, 4-6            |
| 18. | 8 giugno 2025    | Birmingham Open, Birmingham                        | Erba        | Patrik Trhac         | Marcelo Demoliner Sadio Doumbia               | 4-6, 6-3, [5-10]    |